# Sarraounia (película)
Sarraounia es una película dramática de 1986 escrita y dirigida por Med Hondo. Está basada en la novela del mismo nombre del autor nigeriano Abdoulaye Mamani, quien colaboró en la redacción del guion. Históricamente, la reina Sarraounia fue uno de los pocos líderes tribales africanos que resistió los avances de los expansionistas franceses Paul Voulet y Julien Chanoine. La película ganó el premio principal en el Festival Panafricano de Cine y Televisión de Uagadugú (FESPACO) y fue bien recibida por la crítica especializada.

## Sinopsis
La película se desarrolla en Níger y en la región circundante de Sahel. Comienza con la coronación de una joven como reina de los Aznas. La joven reina, Sarraounia, se convierte en una temible guerrera que jura defender a su tribu de cualquier enemigo. Mientras tanto, los colonizadores Paul Voulet y Julien Chanoine planean conquistar nuevas tierras para el imperio francés. Mientras avanzan, arrasan con cada aldea que encuentran, violando a las mujeres y dejando en llamas todo a su paso.

## Reparto
| Actor                | Personaje  |
| -------------------- | ---------- |
| Aï Keïta             | Sarraounia |
| Jean-Roger Milo      | Voulet     |
| Féodor Atkine        | Chanoine   |
| Didier Sauvegrain    | Henric     |
| Roger Miremont       | Joalland   |
| Luc-Antoine Diquéro  | Pallier    |
| Jean-Pierre Castaldi | Boutel     |